# وزارت زنان، خانواده و توسعه جامعه
وزارت زنان، خانواده و توسعه جامعه (مالایی: Kementerian Pembangunan Wanita, Keluarga dan Masyarakat) به اختصار کی‌پی‌دابلیوکی‌ام، وزارتخانه‌ای از دولت مالزی است که مسئولیت رفاه اجتماعی دربارهٔ کودکان، زنان، خانواده، جامعه، افراد مسن، بی بضاعت، بی خانمان، مدیریت شرایط اضطراری و ناتوانی را بر عهده دارد. این وزارتخانه سیاست‌ها و جهت‌گیری را برای دستیابی به اهداف برابری جنسیتی، توسعه خانواده و جامعه‌ای دلسوز در راستای تعهد مالزی نسبت به کنوانسیون رفع هرگونه تبعیض علیه زنان سازمان ملل متحد و اعلامیه پکن تعیین می‌کند.

## پیشینه
پس از چهارمین کنفرانس جهانی زنان که توسط سازمان ملل متحد در پکن، چین در سال ۱۹۹۵ سازماندهی شد، تلاش‌هایی برای ایجاد یک نهاد در سطح کابینه برای کمک به دولت مالزی در تحقق آرزوی خود برای ارتقای جایگاه زنان انجام شد.
کی‌پی‌دابلیوکی‌ام رسماً در ۱۷ ژانویه ۲۰۰۱ به عنوان وزارت امور زنان با مدیریت شهرزاد بنت عبدالخلیل به عنوان اولین وزیر در سطح کابینه تأسیس شد که صرفاً بر توسعه زنان تمرکز داشت. دامنه این وزارت به توسعه خانواده گسترش یافت و نام آن در ۱۵ فوریه ۲۰۰۱ به وزارت توسعه زنان و خانواده تغییر یافت. در سال ۲۰۰۴، دامنه گسترش بیشتر شد و شامل رفاه و توسعه اجتماعی شد و وزارتخانه نام فعلی خود را در ۲۷ مارس ۲۰۰۴ به تصویب رساند
پس از چهاردهمین انتخابات عمومی، معاون نخست‌وزیر، وان عزیزه وان اسماعیل از حزب عدالت مردم (مالزی)، در ۲۱ مه ۲۰۱۸ به عنوان وزیر توسعه زنان، خانواده و جامعه منصوب شد او جانشین روحانی عبدالکریم شد.
ادارات و سازمان‌های زیر تحت نظر کی‌پی‌دابلیوکی‌ام هستند:
دپارتمان توسعه زنان: در سال ۱۹۷۵، دولت شورای ملی مشاوره در مورد ادغام زنان در توسعه را به عنوان تضمین مشارکت زنان در پیشرفت راه اندازی کرد. در سال ۱۹۸۳، دبیرخانه امور زنان در نخست‌وزیری تأسیس شد. از سال ۱۹۹۷، این دبیرخانه به عنوان یک اداره زیر نظر وزارت وحدت ملی و توسعه اجتماعی سابق فعالیت می‌کرد. در سال ۲۰۰۱، این دپارتمان تحت وزارت تازه تأسیس زنان در آن زمان قرار گرفت و به عنوان دپارتمان توسعه زنان بازسازی شد که تا سال ۲۰۰۲ شعبه‌ای را در همه ایالت‌های مالزی راه‌اندازی کرد.
اداره رفاه اجتماعی: اداره رفاه اجتماعی که در ابتدا در سال ۱۹۴۶ به عنوان اداره رفاه اجتماعی مالایا تأسیس شد، در ایفای نقش خود در توسعه ملی تکامل یافته‌است. از ابتدا که درگیر کاهش مشکلات اجتماعی ناشی از دوره بلافاصله روز پیروزی بر ژاپن بود، نقش و وظایف این بخش به پوشش خدمات پیشگیری و توانبخشی در مسائل اجتماعی و همچنین توسعه جامعه گسترش یافته‌است.
هیئت ملی توسعه جمعیت و خانواده: هیئت ملی توسعه جمعیت و خانواده در سال ۱۹۶۶ برای بهبود وضعیت سلامت باروری زنان و مردان و تشویق برنامه‌ریزی خانواده تأسیس شد. از آن زمان به بعد، این سازمان با کمک به برنامه ریزان و مدیران برنامه برای ادغام توسعه جمعیت و خانواده در برنامه‌ریزی توسعه بخشی و همچنین تسهیل سیاست گذاران برای در نظر گرفتن عوامل توسعه جمعیت و خانواده در تدوین سیاست‌ها و استراتژی‌های توسعه ملی، تکامل یافته‌است تا نقش‌های خط مشی و مشاوره ای را شامل شود.
مؤسسه اجتماعی مالزی: مؤسسه اجتماعی مالزی به منظور ترویج آموزش‌های حرفه ای و نیمه حرفه ای در زمینه آموزش و پژوهش و همچنین آموزش اجتماعی به همه مددکاران اجتماعی از سطوح و گروه‌های مختلف از داخل و خارج از کشور از جمله سازمان‌های غیردولتی راه اندازی شد.
هیئت مشاوران: در تغییر کابینه در سال ۲۰۰۴، هیئت مشاوران و اداره آن تحت نظر وزارت زنان، خانواده و توسعه جامعه قرار گرفت. این هیئت مسئول کلیه امور مربوط به اجرای قانون مشاوران ۱۹۹۸ [قانون ۵۸۰] است.

## سازمان
وزیر توسعه زنان، خانواده و جامعه
معاون توسعه زنان، خانواده و جامعه
معاون دوم وزارت امور زنان، خانواده و توسعه جامعه
دبیرکل
تحت اختیارات دبیرکل
واحد منطقه نتیجه کلید ملی
واحد ارتباطات شرکتی
واحد مشاوره حقوقی
دبیرخانه هیئت مشاوران
واحد حسابرسی داخلی
واحد صداقت
معاون دبیرکل (عملیات)
بخش مدیریت اطلاعات
بخش توسعه
بخش خدمات مدیریت
بخش حساب
بخش مدیریت منابع انسانی
بخش مالی
معاون دبیرکل (راهبردی)
بخش سیاست و برنامه‌ریزی استراتژیک
بخش روابط بین‌الملل
بخش همکاری استراتژیک
ادارات فدرال
اداره رفاه اجتماعی (سایت رسمی)
وزارت توسعه زنان (سایت رسمی)

### آژانس‌های فدرال
هیئت ملی توسعه جمعیت و خانواده (سایت رسمی)
مؤسسه جنبش غیرمتعهد برای توانمندسازی زنان (سایت رسمی)
مؤسسه اجتماعی مالزی یا مؤسسه اجتماعی مالزی (سایت رسمی)
بنیاد ملی رفاه مالزی (سایت رسمی)
هیئت مشاوران (سایت رسمی

## قوانین کلیدی
تعدادی از قوانین مجلس به وزارت واگذار شده یا بر آن تأثیر می‌گذارد. این موارد شامل:
| مصوبات مجلس                                                                        | مقام مجری                                                        |
| ---------------------------------------------------------------------------------- | ---------------------------------------------------------------- |
| قانون فرزندخواندگی ۱۹۵۴ [قانون ۲۵۷]                                                | مربوط به وزارت است، اما توسط وزارتخانه یا آژانس دیگر اجرا می‌شود. |
| قانون مراکز مراقبت ۱۹۹۳ [قانون ۵۰۳]                                                | زیر نظر معاونت اجتماعی.                                          |
| قانون کودک ۲۰۰۱ [قانون ۶۱۱]                                                        | زیر نظر معاونت اجتماعی.                                          |
| قانون مرکز مراقبت از کودک ۱۹۸۴ [قانون ۳۰۸]                                         | زیر نظر معاونت اجتماعی.                                          |
| قانون مشاوران ۱۹۹۸ [قانون ۵۸۰]                                                     | زیر نظر هیئت مشاوران.                                            |
| قانون افراد بی بضاعت ۱۹۷۷ [قانون ۱۸۳]                                              | زیر نظر معاونت اجتماعی.                                          |
| قانون خشونت خانگی ۱۹۹۴ [قانون ۵۲۱]                                                 | زیر نظر معاونت اجتماعی.                                          |
| اصلاح قانون (ازدواج و طلاق) قانون ۱۹۷۶ [قانون ۱۶۴]                                 | مربوط به وزارت است، اما توسط وزارتخانه یا آژانس دیگر اجرا می‌شود. |
| دستورات نگهداری (تسهیلات برای اجرا) قانون ۱۹۴۹ [قانون ۳۴]                          | مربوط به وزارت است، اما توسط وزارتخانه یا آژانس دیگر اجرا می‌شود. |
| قانون زنان متأهل ۱۹۵۷ [قانون ۴۵۰]                                                  | مربوط به وزارت است، اما توسط وزارتخانه یا آژانس دیگر اجرا می‌شود. |
| قانون زنان و فرزندان متأهل (نگهداری) ۱۹۵۰ [قانون ۲۶۳]                              | مربوط به وزارت است، اما توسط وزارتخانه یا آژانس دیگر اجرا می‌شود. |
| زنان و فرزندان متأهل (اجرای نفقه) قانون ۱۹۶۸ [قانون ۷۹۴] - بازبینی شده در سال ۲۰۱۷ | مربوط به وزارت است، اما توسط وزارتخانه یا آژانس دیگر اجرا می‌شود. |
| قانون توسعه جمعیت و خانواده ۱۹۶۶ [قانون ۳۵۲]                                       | زیر نظر هیئت ملی توسعه جمعیت و خانواده.                          |
| Registration of Adoptions Act 1952 [قانون ۲۵۳]                                     | مربوط به وزارت است، اما توسط وزارت یا آژانس دیگر اجرا می‌شود.     |

## ابتکارات

### استراتژی‌ها
- برای اطمینان از اینکه دیدگاه‌های جنسیتی، خانواده و جامعه در تدوین سیاست‌ها و برنامه‌ها و همچنین در اجرای برنامه‌ها گنجانده شده‌است.
- القای ارزش‌های مثبت خانوادگی در میان مردم از طریق همکاری با سازمان‌های دولتی، بخش خصوصی و سازمان‌های غیردولتی.
- بازنگری قوانین و مقررات موجود و پیشنهاد قوانین جدید که قادر به حمایت بهتر از معیشت و توسعه زنان، خانواده و جامعه باشد.
- انجام تحقیق و توسعه در زمینه توسعه جنسیت، جمعیت، خانواده و جامعه به منظور معرفی رویکردهای نوآورانه در برنامه‌ریزی و اجرای برنامه‌ها به نحوی که؛ توسعه و تقویت پایگاه جامع و یکپارچه اجتماعی به منظور برنامه‌ریزی، نظارت و ارزیابی برنامه‌ها برای گروه‌های هدف.
- افزایش سطح مهارت‌ها و دانش و همچنین توانمندسازی گروه‌های هدف برای امکان مشارکت مؤثر آنها در سازندگی کشور؛ افزایش و تنوع بخشیدن به فرصت‌ها برای گروه‌های هدف به منظور افزایش مشارکت مؤثر آنها در ملت سازی؛ تقویت شبکه در سطح ملی و بین‌المللی برای تسهیل به اشتراک گذاری اطلاعات، تجربه و تخصص.
- ایجاد مکانیسم نظارت و ارزیابی مؤثر برای بهبود اجرای سیاست‌ها و برنامه‌ها.
- افزایش دسترسی به فناوری اطلاعات و ارتباطات (ICT) برای زنان، خانواده‌ها و جامعه؛ تحکیم و تقویت سیستم‌های ارائه خدمات در تمام سطوح از طریق منابع انسانی حرفه ای و بهینه، مدیریت مالی و فناوری.
- انتشار اطلاعات در مورد امکانات و خدمات ارائه شده توسط ارگان‌ها و سازمان‌های مختلف به نفع زنان، خانواده و جامعه.

### سیاست‌ها
رهنمودهای خط مشی تدوین و اتخاذ شده تا به امروز عبارتند از:
سیاست اجتماعی ملی: قوانین که به‌طور رسمی توسط دولت در سال ۲۰۰۳ تصویب شد، به دنبال ایجاد یک جامعه مترقی و تثبیت شده مالزی است که هر عضوی این فرصت را داشته باشد که پتانسیل خود را در یک محیط اجتماعی سالم بر اساس ویژگی‌های وحدت، انعطاف‌پذیری، دموکراسی، به بهترین شکل توسعه دهد. اخلاق، مدارا، پیشرفت، مراقبت، انصاف و انصاف.
سیاست ملی در مورد زنان: اهداف اصلی این سیاست تضمین اشتراک عادلانه در کسب منابع، اطلاعات، فرصت‌ها و مزایای توسعه برای مردان و زنان است. اهداف برابری و عدالت باید جوهره سیاست‌های توسعه باشد که باید مردم‌مدار باشد تا زنان که نیمی از جمعیت کشور را تشکیل می‌دهند، بتوانند به بهترین شکل از ظرفیت‌های بالقوه خود کمک کنند. و ادغام زنان در همه بخشهای توسعه متناسب با توانمندی‌ها و نیازهایشان، به منظور ارتقای کیفیت زندگی، ریشه کن کردن فقر، جهل و بی سوادی و تضمین یک ملت صلح آمیز و سعادتمند. KPWKM همچنین دولت را با دستیابی به حداقل نمایندگی ۳۰ درصدی زنان در موقعیت‌های تصمیم‌گیری در بخش دولتی واداشته است.
سیاست ملی رفاه اجتماعی: در تلاش برای دستیابی به جامعه ای رضایت بخش و قوی برای توسعه ملی، این وزارت باید پتانسیل انسانی را به بهترین شکل توسعه دهد و جامعه را برای رویارویی با چالش‌های اجتماعی فعلی تقویت کند، تسهیلات مختلفی را برای افزایش خودسازی و توسعه فرد ایجاد کند، و ایجاد و تلقین کند. روحیه کمک و کمک متقابل برای تقویت فرهنگ مراقبت.
سیاست ملی برای سالمندان: این خط مشی برای ایجاد جامعه ای از سالمندانی اتخاذ شد که دارای رضایت، باوقار، دارای احساس ارزشمندی بالایی هستند و پتانسیل‌های خود را بهینه می‌کنند و همچنین تضمین می‌کند که آنها علاوه بر مراقبت و حمایت از همه فرصت‌ها بهره‌مند شوند.